# Mario Alcudia
Mario Alcudia Borreguero (Madrid, España) es un periodista y profesor universitario español. Actualmente dirige y presenta los programas El Espejo de Madrid, A Grandes Trazos y el podcast Artesanos de la Fe, todo ello en la Cadena COPE.

## Reseña biográfica
Doctor en Periodismo (2005) por la Universidad CEU San Pablo y Máster en Radio por la Universidad Complutense de Madrid, Mario Alcudia es en la actualidad director académico del Máster Universitario en Radio que organizan conjuntamente la Universidad CEU San Pablo y la Fundación COPE. 
Además, es profesor adjunto de la Facultad de Humanidades y Ciencias de la Comunicación de la Universidad CEU San Pablo, en la que dirige la Sección de Comunicación Audiovisual del Departamento de Comunicación Audiovisual y Nuevas Tecnologías.
Sumado a su labor docente, desde 1999 colabora en el Área de Programación Sociorreligiosa de la Cadena COPE. Allí dirige y presenta los espacios A Grandes Trazos y El Espejo de Madrid, a los que se añade el podcast Artesanos de la Fe.
Además, en la Cadena COPE también se ha hecho cargo de espacios como La Mañana, durante el mes de diciembre de 2012, o de La Tarde, durante los veranos de 2013 y 2014.

## Publicaciones
- Mis personajes al trasluz. EDIBESA, 2005.
- Los boletines horarios radiofónicos. Fragua, 2006.
- Nuevas perspectivas sobre los géneros radiofónicos (coordinador). Fragua, 2008.
- Competidores y aliados. Medios en convergencia (coordinador). CEU Ediciones, 2011.
- Las 5 W del corresponsal (coautor). CEU Ediciones, 2015.
- #SoyPeriodista (coautor). CEU Ediciones, 2019.
- La radio se transforma. Desafíos en la producción y gestión del audio digital (coordinador). CEU Ediciones, 2021.

## Distinciones
- Primer Premio de Innovación Docente (Vicerrectorado de Profesorado e Investigación de la Universidad CEU San Pablo)
- Tercer Premio de Innovación Docente (Vicerrectorado de Profesorado e Investigación de la Universidad CEU San Pablo)